# Convergência Ampla de Salvação de Angola
Die Convergência Ampla de Salvação de Angola (CASA) ist eine Partei in Angola. Sie entstand im März 2012 unter der Führung von Abel Chivukuvuku als Abspaltung der größten Oppositionspartei Angolas, der UNITA.
Bei den Wahlen zur Nationalversammlung Angolas 2012 trat sie erstmals zu Wahlen an. Sie bildete das Zentrum einer CASA-CE (CASA-Coligação Eleitoral = CASA-Wahlkoalition) genannten Koalition, an der sich außer CASA selbst noch ein ehemals leitendes Mitglied der Regierungspartei MPLA, ein paar Kleinparteien und prominente Mitglieder der Zivilgesellschaft beteiligten. CASA-CE erreichte mit 6 % der abgegebenen Stimmen und 8 Sitzen in der angolanischen Nationalversammlung einen Achtungserfolg. In den Provinzen Luanda und Cabinda holte sie zweistellige Ergebnisse (12 bzw. 13 % der abgegebenen Stimmen).